# Nvidia Ion
 (septembre 2016).
Améliorez-le ou discutez des points à vérifier. 
Pour les articles homonymes, voir Ion (homonymie).

Nvidia Ion était une série de cartes mères pour PC portables à faible coût incluant le chipset Nvidia MCP79 (équipé d'un processeur graphique 9400M) ainsi qu'un processeur Intel Atom. Sortie en 2008, elle supporte le SATA, l'USB 2.0, et un port Gigabit Ethernet. En parallèle, NVIDIA a dévoilé un PC Pico-ITX qui utilise cette plateforme. Le processeur graphique prend en charge le moteur vidéo PureVideo HD VP3, l'environnement GPGPU Cuda et DirectX 10.

## Note & Références
1. ↑  Article sur Nvidia Ion